# Argostemma khasianum
Argostemma khasianum är en måreväxtart som beskrevs av Charles Baron Clarke. Argostemma khasianum ingår i släktet Argostemma och familjen måreväxter. Inga underarter finns listade i Catalogue of Life.